# Rhaphotittha flavipennis
Rhaphotittha flavipennis är en insektsart som beskrevs av Sjöstedt 1929. Rhaphotittha flavipennis ingår i släktet Rhaphotittha och familjen gräshoppor. Inga underarter finns listade i Catalogue of Life.